# 青葉公園 (石狩市)
青葉公園（あおばこうえん）は、北海道石狩市にある公園。石狩湾新港地域にある。

## 施設
青葉公園野球場
- 硬式・軟式可
- 2020年に、北海道ベースボールリーグのレラハンクス富良野BCが公式戦1試合を開催した[4]。その後、2021年にリーグに加盟した石狩レッドフェニックス（2022年からは北海道フロンティアリーグに所属）が本拠地としている[5]。

青葉公園テニスコート
- ハードコート4面・クレーコート4面

青葉公園陸上競技場

## GLAY FLOWER COMMUNICATION
2001年（平成13年）8月4日にGLAYが野外ライヴ『GLAY EXPO 2001 “GLOBAL COMMUNICATION”』を開催。公園内にはライヴ開催前後の1週間に渡りGLAYの過去のステージ衣装やセット模型を展示するEXPO館が設置され、野球場では前夜祭となるトーク&アコースティック・ライヴ『石狩シンポジウム』を行った。ライヴの模様は映像作品『GLAY EXPO 2001 GLOBAL COMMUNICATION LIVE IN HOKKAIDO』として発表している。

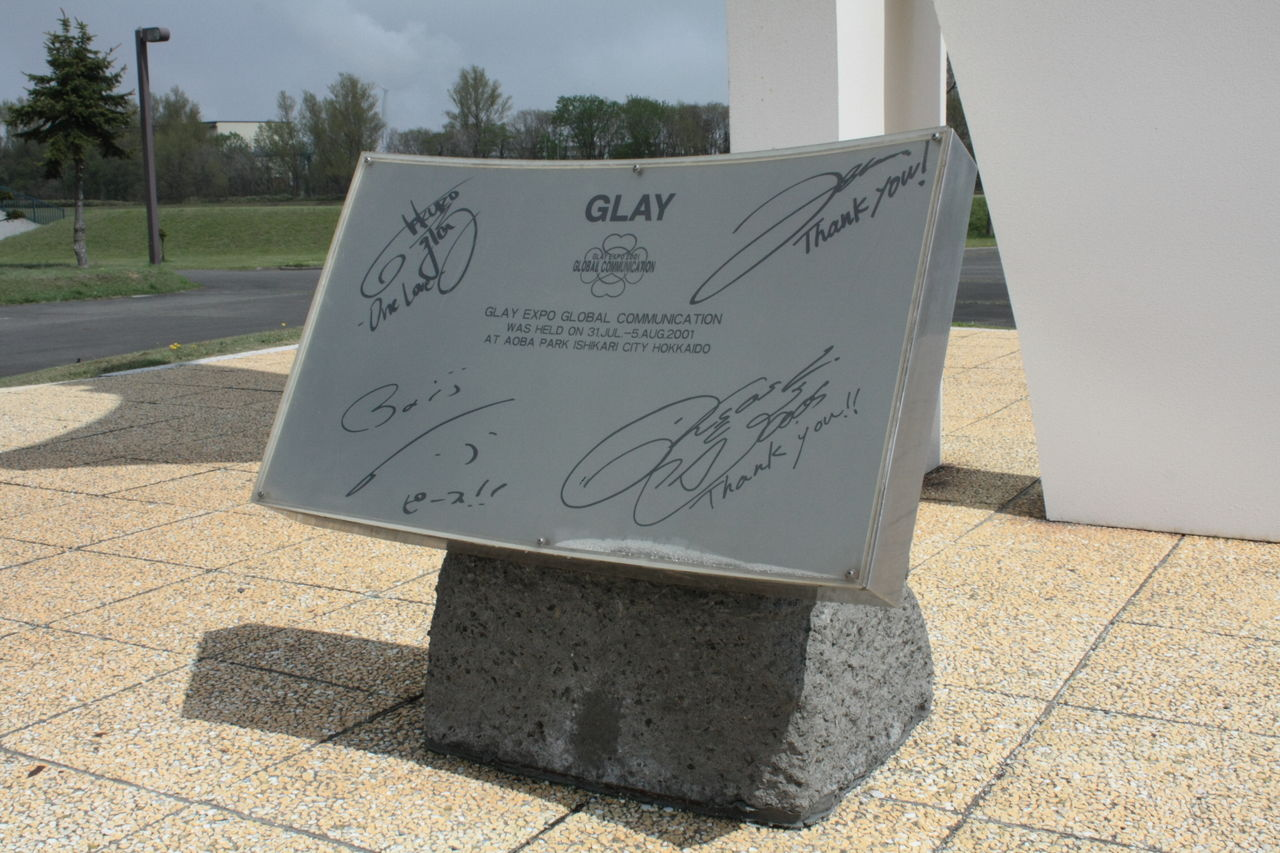
GLAYメモリアルモニュメント

公園内には記念碑としてGLAYメモリアルモニュメントが設置され、周辺の花壇づくりを行うイベント『GLAY FLOWER COMMUNICATION』が毎年催されている。